# Skjaldbreiður
Le Skjaldbreiður, est un volcan bouclier d'Islande culminant à 1 060 mètres d'altitude. 

## Toponymie
Son nom en islandais signifie littéralement en français « grand bouclier ».

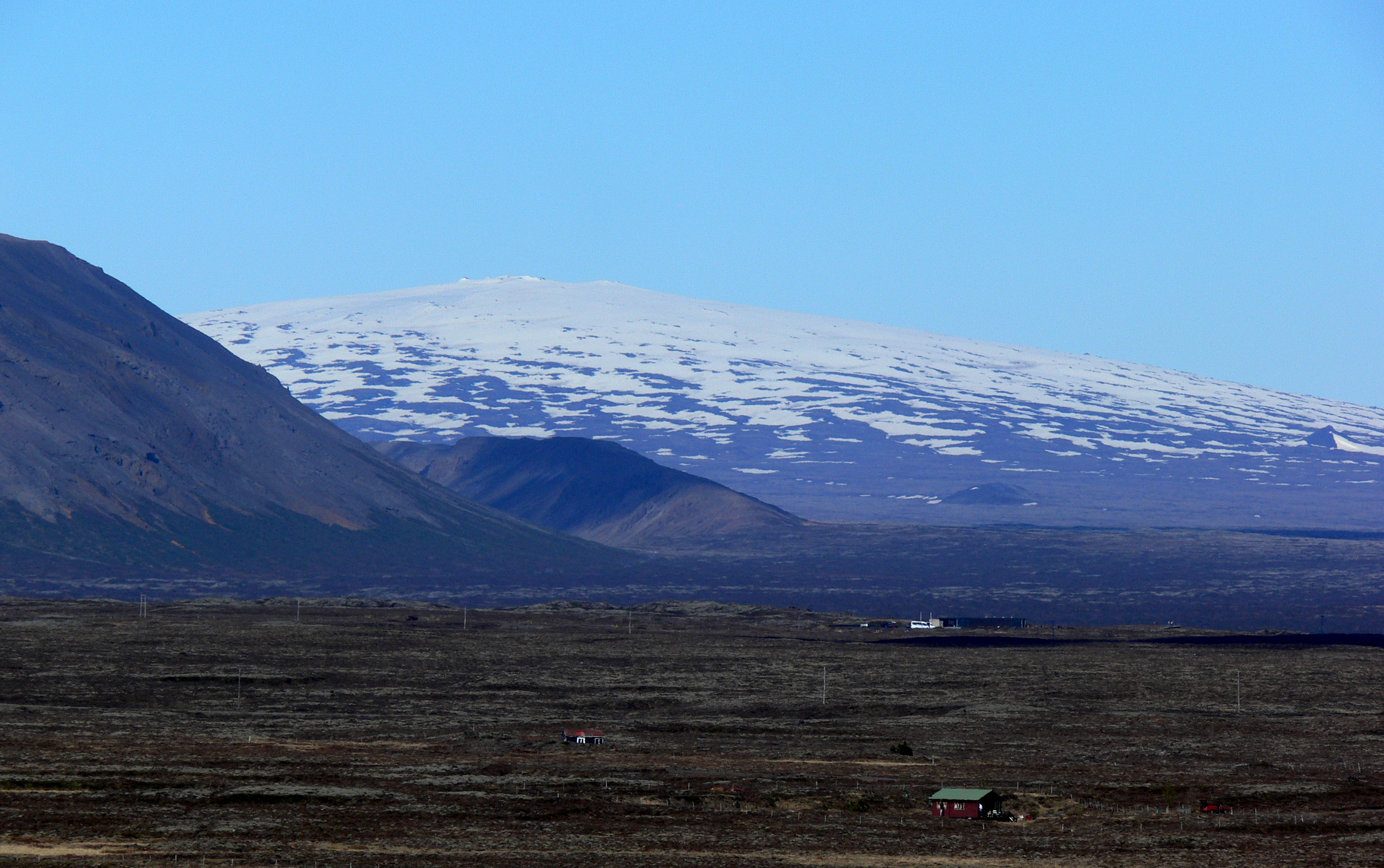
Le Skjaldbreiður vu depuis le parc national de Þingvellir au sud-ouest.

## Géographie

### Situation, topographie
Il est situé au nord-est du parc national de Þingvellir, entre le Þórisjökull au nord, le Langjökull au nord-est et la Hiöðufell à l'est. Il est accessible par la route 52 qui passe à l'ouest et la route F338 qui passe au nord.
Il culmine à 1 060 m d'altitude.

### Géologie
Le volcan est situé sur la partie sud-ouest d'un faisceau de fissures d'une longueur de 100 km de long sur 20 km de large orienté du sud-ouest au nord-est, associées au système volcanique Oddnýjarhnjúkur-Langjökull.
Les roches magmatiques dominantes sont constituées de basalte tholéitique à olivine.

## Histoire
Les failles dites du Skjaldbreiður, qui courent sur plus de 10 km, ont connu dix ou onze éruptions durant l'Holocène, dont deux ont produit plus de 1 km3 de laves couvrant jusqu'à 65 km2, la plus récente datant de 3 600 ans. Huit séries de coulées de lave ont formé le Skjaldbreiðarhraun, situé à l'ouest du volcan. Ces éruptions ont été les plus productives de l'ensemble du système volcanique Oddnýjarhnjúkur-Langjökull.